# 成田東 (杉並区)
成田東（なりたひがし）は、東京都杉並区の町名。現行行政地名は成田東一丁目から成田東五丁目。

## 地理
東京都杉並区中央部に位置する。北で阿佐谷南、北東で梅里、東で松ノ木、南で大宮、西で成田西、北西で荻窪と接する。北の青梅街道には東京メトロ丸ノ内線南阿佐ケ谷駅が存在する。西から南にかけて善福寺川が流れている。駅付近の四丁目・五丁目に公共機関が集中している。青梅街道沿いに商店街があり、他の地域は基本的に住宅地となっている。尚、善福寺川沿いは緑地帯となっている。

### 河川
- 善福寺川

### 地価
住宅地の地価は、2025年（令和7年）1月1日の公示地価によれば、成田東1-6-10の地点で52万5000円/m2、成田東4-6-7の地点で71万5000円/m2となっている。

## 世帯数と人口
2025年（令和7年）3月1日現在（杉並区発表）の世帯数と人口は以下の通りである。
| 丁目         | 世帯数     | 人口     |
| ------------ | ---------- | -------- |
| 成田東一丁目 | 2,463世帯  | 4,584人  |
| 成田東二丁目 | 1,740世帯  | 3,837人  |
| 成田東三丁目 | 1,888世帯  | 3,343人  |
| 成田東四丁目 | 3,041世帯  | 5,721人  |
| 成田東五丁目 | 3,576世帯  | 5,886人  |
| 計           | 12,708世帯 | 23,371人 |

### 人口の変遷
国勢調査による人口の推移。
| 年                 | 人口   |
| ------------------ | ------ |
| 1995年（平成7年）  | 20,362 |
| 2000年（平成12年） | 20,229 |
| 2005年（平成17年） | 20,365 |
| 2010年（平成22年） | 20,962 |
| 2015年（平成27年） | 21,199 |
| 2020年（令和2年）  | 23,671 |

### 世帯数の変遷
国勢調査による世帯数の推移。
| 年                 | 世帯数 |
| ------------------ | ------ |
| 1995年（平成7年）  | 9,687  |
| 2000年（平成12年） | 10,165 |
| 2005年（平成17年） | 10,365 |
| 2010年（平成22年） | 11,222 |
| 2015年（平成27年） | 11,194 |
| 2020年（令和2年）  | 12,701 |

## 学区
区立小・中学校に通う場合、学区は以下の通りとなる（2016年1月時点）。
| 丁目         | 番地                                  | 小学校                 | 中学校                 |
| ------------ | ------------------------------------- | ---------------------- | ---------------------- |
| 成田東一丁目 | 9～51番                               | 杉並区立東田小学校     | 杉並区立東田中学校     |
| 成田東一丁目 | 1〜8番                                | 杉並区立松ノ木小学校   | 杉並区立松ノ木中学校   |
| 成田東二丁目 | 1～6番 7番1～73号 7番76～102号 8〜9番 | 杉並区立松ノ木小学校   | 杉並区立松ノ木中学校   |
| 成田東二丁目 | 7番74〜75号 10～18番 36～39番         | 杉並区立杉並第二小学校 | 杉並区立東田中学校     |
| 成田東二丁目 | 19〜35番                              | 杉並区立東田小学校     | 杉並区立東田中学校     |
| 成田東三丁目 | 1～13番 26～37番                      | 杉並区立東田小学校     | 杉並区立東田中学校     |
| 成田東三丁目 | 14〜25番                              | 杉並区立杉並第二小学校 | 杉並区立東田中学校     |
| 成田東四丁目 | 1～21番 34～39番                      | 杉並区立杉並第二小学校 | 杉並区立東田中学校     |
| 成田東四丁目 | 22〜33番                              | 杉並区立東田小学校     | 杉並区立東田中学校     |
| 成田東五丁目 | 1～11番 23～33番 36～38番 41〜42番    | 杉並区立杉並第二小学校 | 杉並区立東田中学校     |
| 成田東五丁目 | 12〜22番 34〜35番 39〜40番            | 杉並区立杉並第七小学校 | 杉並区立阿佐ヶ谷中学校 |

## 歴史
- 1969年（昭和44年）11月1日 - 成宗一丁目・三丁目、東田町一丁目・二丁目の各一部から成立。併せて住居表示を実施[5]。一丁目から五丁目までが成立時より存在している。

## 交通

### 鉄道
- 東京地下鉄（東京メトロ）丸ノ内線：南阿佐ケ谷駅

### 道路
- 東京都道4号東京所沢線（青梅街道）
- 東京都道7号杉並あきる野線（五日市街道）

## 事業所
2021年（令和3年）現在の経済センサス調査による事業所数と従業員数は以下の通りである。
| 丁目         | 事業所数  | 従業員数 |
| ------------ | --------- | -------- |
| 成田東一丁目 | 104事業所 | 545人    |
| 成田東二丁目 | 60事業所  | 228人    |
| 成田東三丁目 | 86事業所  | 483人    |
| 成田東四丁目 | 148事業所 | 1,868人  |
| 成田東五丁目 | 211事業所 | 1,322人  |
| 計           | 609事業所 | 4,446人  |

### 事業者数の変遷
経済センサスによる事業所数の推移。
| 年                 | 事業者数 |
| ------------------ | -------- |
| 2016年（平成28年） | 615      |
| 2021年（令和3年）  | 609      |

### 従業員数の変遷
経済センサスによる従業員数の推移。
| 年                 | 従業員数 |
| ------------------ | -------- |
| 2016年（平成28年） | 3,920    |
| 2021年（令和3年）  | 4,446    |

## 施設
- 警視庁杉並警察署
- 杉並郵便局
- 杉並税務署
- 東京都杉並都税事務所
- 杉並区立成田図書館
- 杉並清掃事務所
- 杉並土木事務所南土木維持係
- 都立善福寺川緑地
- 公団阿佐ヶ谷住宅 - 旧称公団阿佐ヶ谷団地。テラスハウスを含んだ中低層の団地。1958年（昭和33年）建設。テラスハウスの設計は前川國男による。
- 杉並東洋幼稚園
- 杉並保育園
- 成田保育園
- 杉並成田東郵政宿舎
- 杉並区職員防災住宅
- 京都府東京事務所職員宿舎
- 天理教本活分教会
- 成宗公園

## 教育機関
- 杉並区立東田中学校
- 杉並区立東田小学校

## 史跡
- 天桂寺 - 曹洞宗の寺院。旗本岡部氏累代の墓がある[5]。
- 海雲寺 - 曹洞宗の寺院。
- 杉並薬師寺
- 世尊院別院 - 真言宗豊山派の寺院。
- 成宗白山神社
- 須賀神社

## その他

### 日本郵便
- 郵便番号 : 166-0015[3]（集配局 : 杉並郵便局[16]）。